# Blitzkrieg (Computerspielreihe)
Blitzkrieg ist eine Reihe von Echtzeitstrategiespielen, die aus drei Hauptspielen und fünf Add-ons besteht. Die Spiele sind den Schlachten des Zweiten Weltkriegs nachempfunden und sind nach dem deutschen Jugendschutzgesetz ab 16 Jahren freigegeben.
Das erste Spiel der Reihe wurde Ende März 2003 in Deutschland veröffentlicht.

## Blitzkrieg
Blitzkrieg wurde am 28. März 2003 in Deutschland veröffentlicht. Das Spiel wird in einer isometrischen 2D-Ansicht gespielt.
Der Spieler startet den Feldzug durch Polen, wo er wenig später einzelne Missionen durchführen muss. Eine Basis oder ein Hauptquartier kann der Spieler nicht errichten, sodass dieser auf seine vorhandene Truppenstärke angewiesen ist und keinen Nachschub beordern kann. Dies kann dann auch über den Sieg oder über eine Niederlage entscheiden. Der Spieler sammelt, sobald er Gegner vernichtet, immer mehr an Information und Erfahrung.
Um die militärische Situation neutral darzustellen, kommandiert der Spieler nicht nur die deutsche Wehrmacht, sondern auch die Alliierten und die Streitkräfte der UdSSR. Sobald Missionen erledigt wurden, kann der Spieler neue Waffentechniken auswählen und zum Einsatz bringen.

### Burning Horizon
Burning Horizon ist der Nachfolger des ersten Spiels. Die Grafikengine blieb gleich. Als Neuerungen wurden ein „Fernost-Szenario“, eine verbesserte KI, neue Einheiten sowie 26 neue Missionen hinzugefügt. „Burning Horizon“ ist eine Standalone-Erweiterung, d. h, dass sie auch ohne das Grundspiel läuft. Es wurde durch die Firma La Plata entwickelt. Produzent des Spiels war Martin Deppe.
Wie zuvor bilden mehr oder wenig bekannte Schlachten des Zweiten Weltkriegs die Vorlage für die Missionen. Da in „Burning Horizon“ sowohl die alten Szenarien des Grundspiels als auch die neuen und zudem viele neue Einheiten enthalten sind, bietet die Erweiterung eine deutlich längere Spielzeit, wobei die Szenarien in Europa und Nordafrika von Gefechten in Frankreich, Libyen und Sizilien bis hin zu größeren Schlachten wie der Ardennenschlacht und der ersten Schlacht von El Alamein reichen. Rund um das Japanische Meer sind weitere acht Missionen zu absolvieren. Die größere Zahl militärischer Einheiten – neu einbezogen wurden 56, unter anderem aus Japan – sowie neue Panzer und Waffen erleichtert zwar die Missionen, erfordern aber mehr strategisches Denken.

### Rolling Thunder
Rolling Thunder ist ebenfalls eine Standalone-Erweiterung. Grafikengine und Missionenrang sind unverändert. Entwickler war wieder die Spielefirma La Plata.
Der Spieler kämpft aufseiten der Amerikaner, wobei ihm als Kommandeur der berühmte Panzergeneral Patton zur Seite steht. Im Rahmen dieser Kampagne kämpft er gegen die Truppen der Wehrmacht, wobei der Spieler dann Missionen wie die Operation Husky, die Operation Cobra oder auch die Kämpfe um Nordafrika bestreiten muss. Des Weiteren muss er sich mit seiner Kampagne durch die „Wüstenfüchse“ durchschlagen. Die sogenannten Wüstenfüchse sind Rommels Einheiten, die er in Afrika kommandiert. Der Spieler wird in einer dieser Missionen auf eine Waffenfabrik der Deutschen treffen, die er vernichten soll. Insgesamt ermöglicht das Spiel zusätzlich Einzelspieler-Missionen, aber auch neue Features wie z. B. Pläne von Minenfeldern und Kriegsgefangene zu machen. Wenn der Spieler an der letzten Mission angelangt ist, so wird dieser zur Schlacht von Stalingrad versetzt.

## Green Devils
Green Devils ist keine offizielle Blitzkrieg-Fortsetzung, sondern (in Deutschland) eine inoffizielle, also ohne das Blitzkrieg-Logo. In Russland erschien „Green Devils“ als offizielles Blitzkrieg-Spiel. „Green Devils“ wurde genau wie „Blitzkrieg – Burning Horizon“ und „Blitzkrieg – Rolling Thunder“ durch die Entwickler von La Plata Studios hergestellt. Publisher war wieder CDV.
Das Spiel bietet zum ersten Mal Luftkampagnen, in denen Truppen aus Flugzeugen herbei geliefert werden können. Die Luftkampagnen sind auch für neue Missionen ausgerichtet worden. Die Kampagne „Eagles“ folgt den Gefechten der berühmten deutschen Fallschirmjäger. Die Kampagne „9th Panzer“ ist historisch sehr genau entsprechend den Gefechten der 9. Panzer-Division gemacht. Schlachtfelder sind die Westfront 1940, Russland, die Normandie 1944 und die Ardennen 1944/45.

## Blitzkrieg 2
Das Spiel wurde vollständig in 3D-Grafik umgesetzt. Der Spieler kann das Geschehen aus der Nähe und von allen Seiten betrachten.
Der Spieler kommandiert wieder die deutsche Seite (Wehrmacht), die russische Seite (Sowjetunion) sowie die britische und amerikanische Seite (Alliierte). Im Vergleich zum Vorgänger bietet Blitzkrieg 2 eine bessere Übersicht über das Menü und bessere Funktionen zum Einstellen von Schwierigkeitsgraden und Grafik-Engine. Änderungen wurden auch an Nachschubwegen durchgeführt: So kann der Spieler Häuser und Bahnhöfe einnehmen und diese als Nachschublager/Baracken auswerten. Man kann den Nachschub auch über Luft herbei liefern lassen. Des Weiteren bietet das Spiel einen Mehrspieler-Modus und 68 Missionen. Der Spieler kann neuerdings auch entscheiden, welche Missionen er wie und wann spielen möchte. Er muss die Missionen nicht der Reihe nach absolvieren. Auch kann der Spieler entscheiden, wie er seine Kompanie so führt, dass diese Schutz vor dem Feind hat. Das heißt, dass Häuser und Büsche gute Deckungen sind und es für den Feind schwieriger ist, die Gruppe des Spielers zu treffen. Weiterhin wurden Wetterbedingungen vielversprechend verändert, außerdem gibt es Tag und Nacht. Wasser und Tageslicht wurden ebenfalls erneuert.

### Das letzte Gefecht
Blitzkrieg 2 – Das letzte Gefecht ist eine Erweiterung des Spiels Blitzkrieg 2. Sie bietet nochmals weitere Missionen, die der Spieler erfüllen muss. Die Grafikengine blieb dieselbe.
Die letzten Schlachten an den Fronten des Zweiten Weltkrieges werden in diesem Spiel inszeniert. Während die Deutschen wichtige strategische Städte halten und weiter Widerstand leisten, rückt die Rote Armee weiter Richtung Deutschland vor. Gespielt werden kann deshalb nur die deutsche und russische Seite. Darunter ist die lange Belagerung von Budapest aufzufinden. Der Sowjetunion gelingt es später, Weißrussland einzunehmen. Insgesamt sind acht Missionen im Einsatz, sechs Einzelspielerkarten und vier Mehrspielerkarten.

### Die Befreiung
Das Spiel erschien am 4. Oktober 2007 und ist das letzte der Blitzkrieg-Reihe. Diese Erweiterung ist ein Standalone-Spiel.
Die letzten alles entscheidenden Schlachten werden auf der deutschen, russischen und amerikanischen Seite gespielt. Italien wird bis zum Zeitpunkt zur Ardennen-Offensive befreit. Die Sowjetunion rückt Richtung Deutschland vor. Dies ist die letzte von insgesamt 16 Missionen.

## Blitzkrieg 3
Blitzkrieg 3 wurde von Nival Interactive entwickelt und befand sich seit dem 6. Mai 2015 im Early-Access-Status auf Steam. Die Veröffentlichung war zunächst für das erste Halbjahr 2016 geplant, fand dann aber erst im Juni 2017 statt.
Wie in den Vorgängern der Spieleserie übernimmt der Spieler das Kommando über eine Fraktion im Zweiten Weltkrieg. Dabei hat der Spieler die Wahl zwischen den Fraktionen Deutschland, USA und der Sowjetunion. Nival möchte in Zukunft DLCs veröffentlichen, die das Spiel inhaltlich erweitern werden.
Blitzkrieg 3 bietet eine historische Einzelspielerkampagne, die im Zeitraum von 1939 bis 1945 angesiedelt ist. Die Einzelspieler-Kampagne umfasste bei Veröffentlichung des Spiels 15 Missionen.
Der Mehrspieler-Modus des Spiels ermöglicht den Aufbau einer permanenten Basis, die mit den gewonnenen Ressourcen ausgebaut werden kann. Der Spieler hat die Wahl zwischen verschiedenen Kommandanten seiner Fraktion, welche unterschiedlichen Taktiken ermöglichen.
Der Spieler kann seine Basis gegen feindliche Spieler verteidigen oder selbst gegnerische Spieler oder KI gesteuerte Verteidigungen angreifen.
Ein PvP-Modus mit direkten Kämpfen gegen reale Spieler wurde später hinzugefügt. 
Entgegen ersten Plänen von Nival das Spiel als Free2Play zu veröffentlichen, wurde das Spiel auf Wunsch vieler Spieler schließlich doch klassisch veröffentlicht und es muss nur einmalig für das Spiel mit der Startkampagne des Einzelspielers und dem Mehrspieler-Modus bezahlt werden. Zusätzliche Ingame-Zahlungen, Mikrotransaktionen oder Premium-Accounts gibt es nicht.